# Airbus H160
Airbus H160 (фр.: [ɛʁbys] ( прослухати), укр. Ерб́юс, англ.: [ˈɛərbʌs] — укр. Ейрб́ас, колишній X4) — середній вертоліт, що розробляється компанією Airbus Helicopters. Формально представлений на Heli-Expo в Орландо, Флорида 3 березня 2015 року, його випустили для заміни моделей AS365 та EC155 у лінії виробника. У червні 2015 відбувся перший політ; перші поставки покупцям заплановані на 2018.

## Історія
Airbus Helicopters H160 вперше був представлений публічно в 2011, де він був під кодом X4 — назва, наступна після Eurocopter X3, високошвидкісна демо-версія. На початку 2011 року директор Eurocopter (пізніше перейменованого в Airbus Helicopters) Lutz Bertling оголосив, що X4 змінить «правила гри», натякаючи на іновації, що будуть застосовані при виробництві цієї моделі, в тому числі ЕДСУ.
Вартість розробки X4 складає €1 млдр. ($1,12 млрд), навіть після численних урізань, включаючи запропоновані найпередовіші системи керування, що були зменшені або скасовані, як занадто ризиковані або занадто дорогі. 
До листопада 2015 року льотний прототип під час розширеної програми польотів досяг максимальної висоти 15000 футів (4600 м) і максимальної швидкості 175 вузлів (324 км/год; 201 миль на годину). Станом на листопад 2015 року, сертифікація H160 і його введення в експлуатацію з цивільними операторами заплановано в 2018 році; військовий варіант, позначений H160M, планують увести в експлуатацію у 2022 році.

## Дизайн

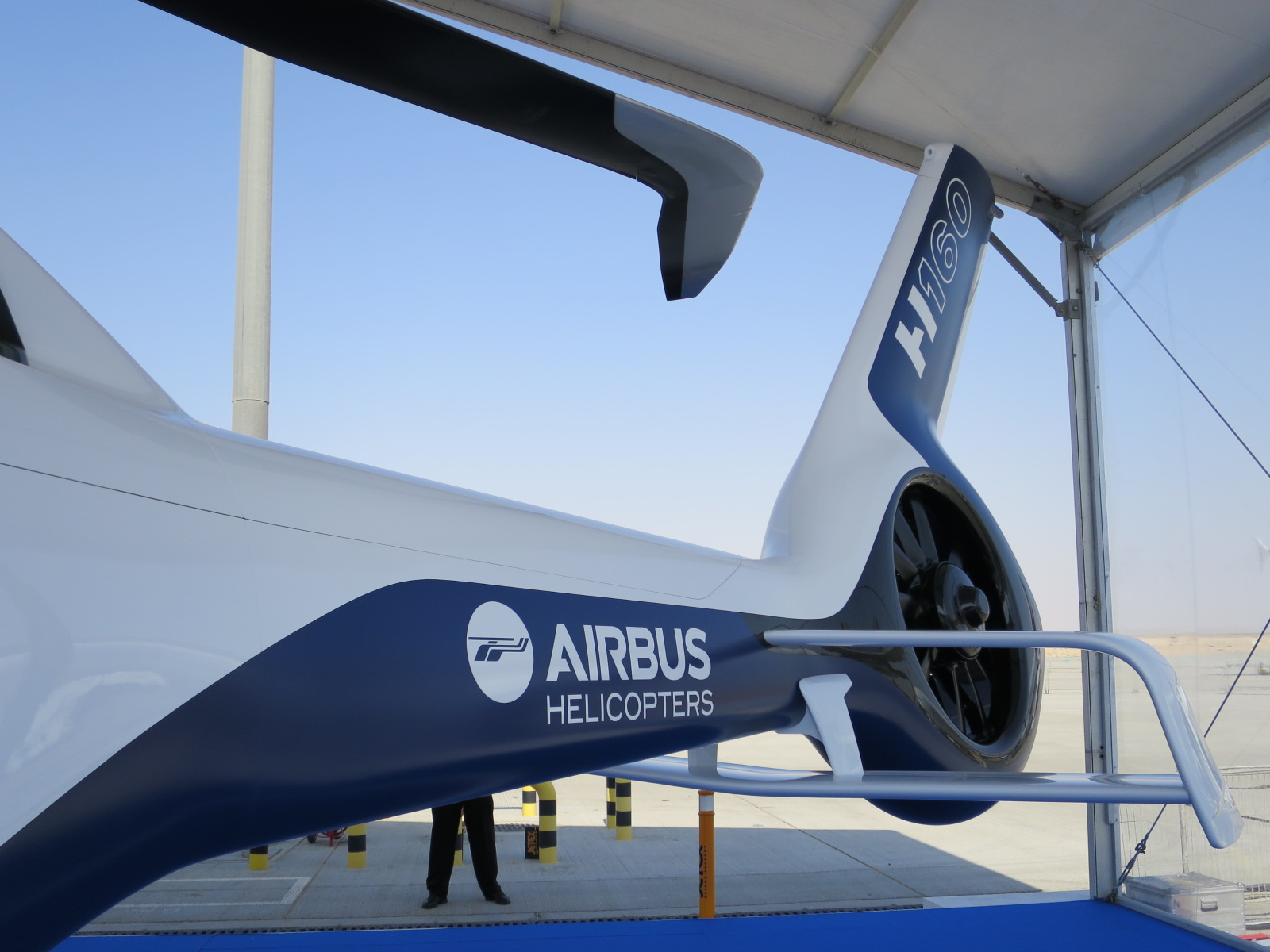
хвіст H160 із біплановим стабілізатором, скошеним фенестроном і закінцівкою ротора

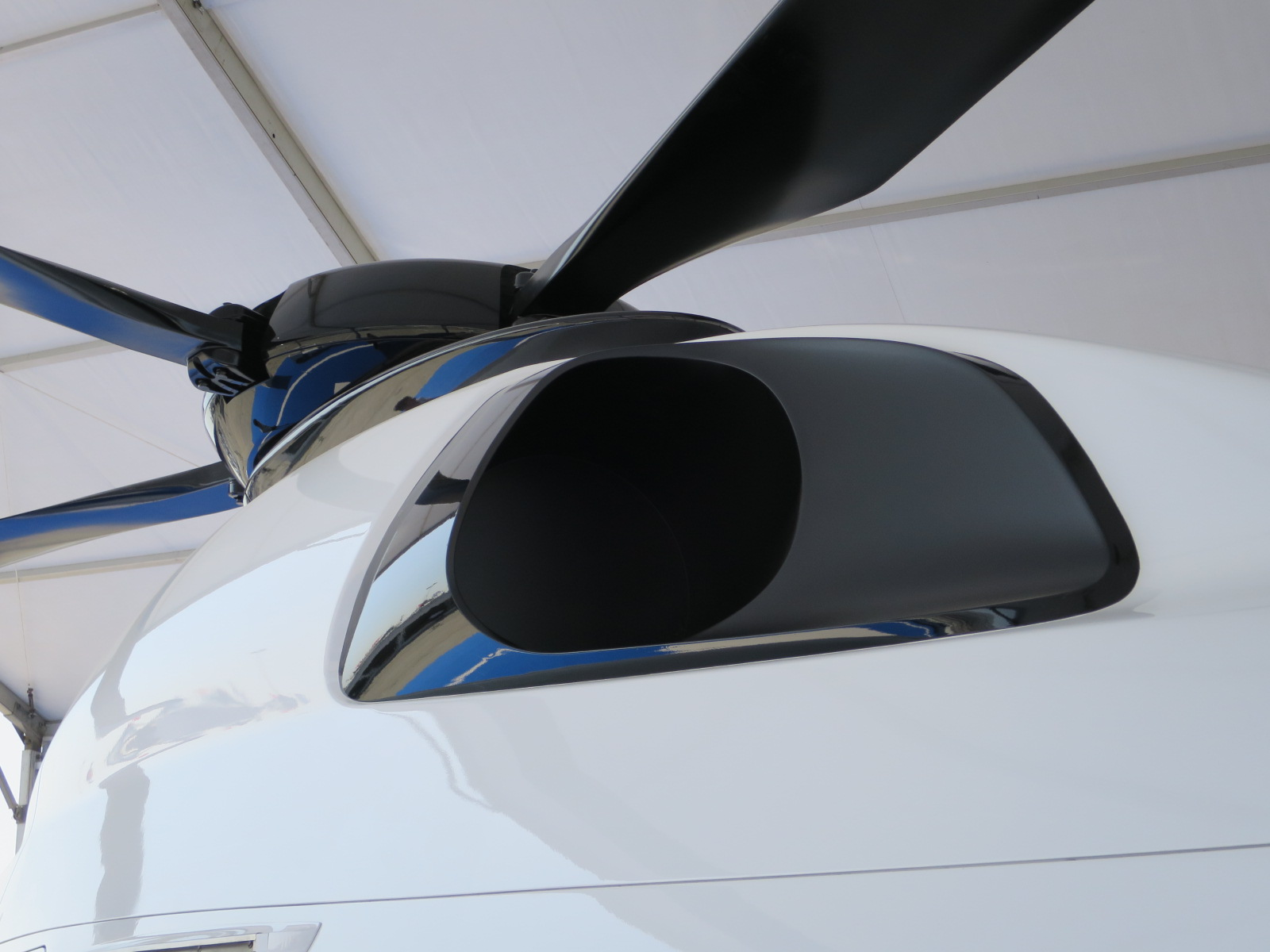
втулка ротора H160 і вихлопна труба

## Характеристики H160

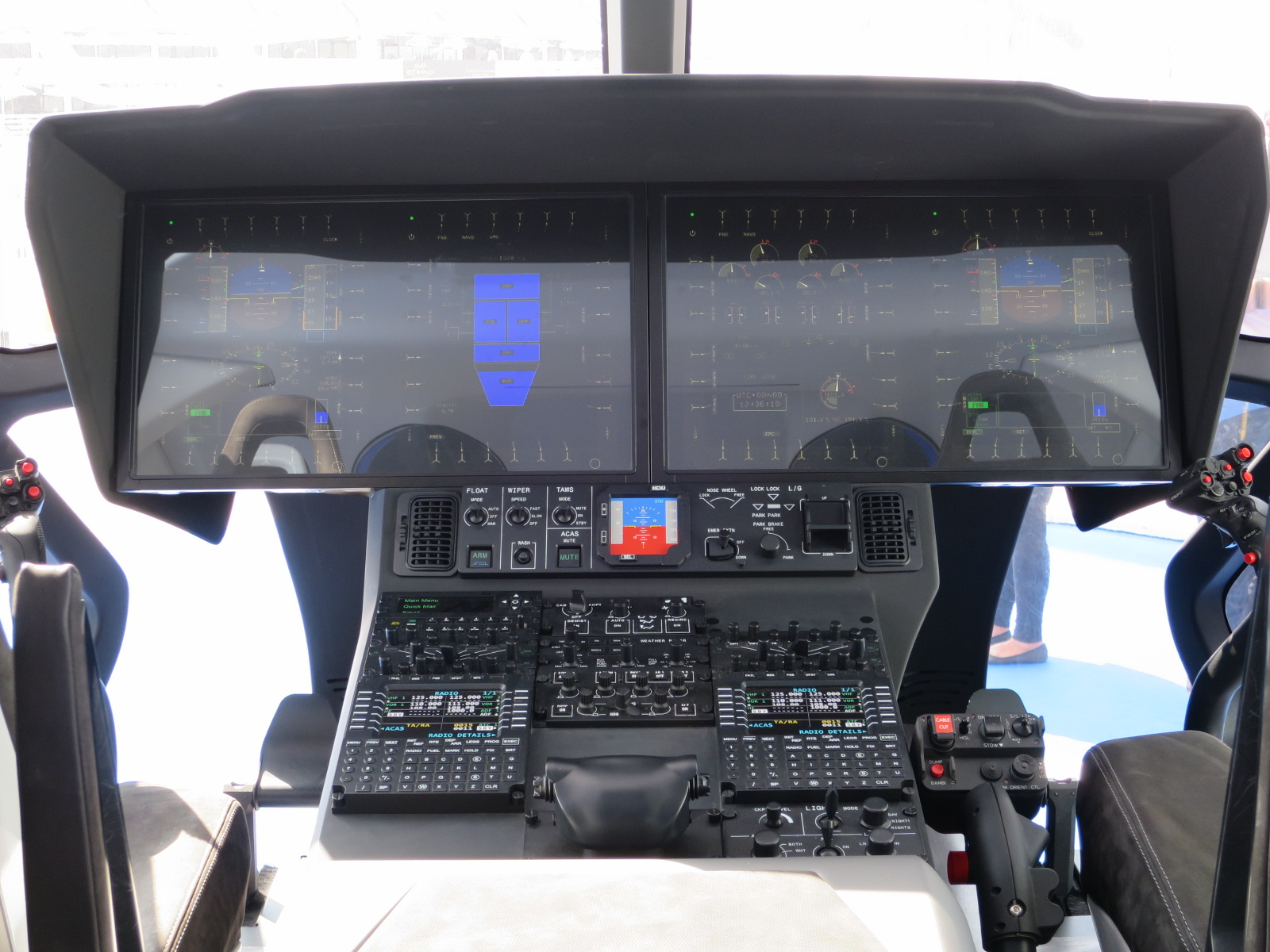
панель керування H160

## Варіанти
H160
Основна цивільна модель.
H160MОсновна військова модель.

## Оператори
- Франція: в 2020 році замовлено 4 одиниці, іще 2 було замовлено в травні 2021 року. Всі шість вертольотів будуть побудовані у пошуково-рятувальній конфігурації та надійдуть на озброєння ВМС Франції. У ВМС вони звільнять вертольоти NH90 та Panther від виконання пошуково-рятувальних завдань, що дасть можливість повернути їх до виконання бойових завдань згідно їх основного призначення[6].